# Rhipidopeltis sinuatus
Rhipidopeltis sinuatus är en mångfotingart som beskrevs av Miyosi 1958. Rhipidopeltis sinuatus ingår i släktet Rhipidopeltis och familjen Haplodesmidae. Inga underarter finns listade i Catalogue of Life.